# ووردینگتن (ماساچوست)
ووردینگتن(به انگلیسی: Worthington) شهرکی در شهرستان همشایر ایالت ماساچوست می‌باشد که در سال ۱۷۶۸ بنیان‌گذاری شده‌است. این شهرک در سرشماری سال ۲۰۱۰ میلادی، ۱٬۱۵۶ نفر جمعیت داشته‌است.